# Florencio Segura Gutiérrez
Florencio Segura Gutiérrez (Talavera, Apurímac, Perú, 1912 – ibd., 2000) fue un pastor evangélico, poeta quechua y traductor peruano. Fue el autor más importante de canciones cristianas quechuas del Perú en el siglo XX y uno de los traductores del Nuevo Testamento al quechua ayacuchano.

## Vida
Florencio Segura se crio en la ciudad de Talavera con dos hermanas y dos hermanos en dos idiomas: español y quechua. En los años 1930 su familia entera se convirtió al cristianismo e ingresó a la iglesia presbiteriana.
Florencio Segura empezó a trabajar como barbero en Lima y después se mudó a la ciudad de Huamanga, donde abrió su tienda propia. Allí encontró y casó a su esposa Inés. En su tienda conoció a Alonso Hitchcock, un misionario inglés, con lo cual empezó a leer la Biblia en castellano. El 23 de febrero de 1937 se decidió a vivir una vida con Jesús. Empezó a escribir canciones cristianas, al principio en castellano y después en quechua.
En 1941 se volvió a Talavera porque su tienda no estaba exitosa. En 1943 conoció al misionario Kenneth Case, que escribió las melodías para las canciones quechuas de Segura. Decidieron emplear un estilo tradicional andino. Desde entonces escribió exclusivamente en quechua. En 1946 fue publicado el primer cancionero bajo el título Diospa Siminmanta Takikuna.
Junto con los misionarios Homer Emerson y Kenneth Case tradujo el Nuevo Testamento al quechua ayacuchano. En 1954 aparecieron los evangelios según Lucas y Juan y en 1958 el Nuevo Testamento entero.
Desde 1962 hasta 1983 Florencio Segura trabajó para la radio cristiana Radio Amauta en la ciudad de Huanta. Entonces fundó junto con Fernando Quicaña, Rómulo Sauñe Quicaña y otros la organización evangélica Tawantinsuyuman Allin Willakuy Apaqkuna (TAWA). En 1983 regresó a Talavera, donde vivió con su esposa hasta su muerte.
Entre 1943 y 1996 Segura escribió cientos de canciones en quechua, mucho más de todas canciones cristianas escritas en español en el Perú en el mismo tiempo. Ahora cantan sus canciones en iglesias evangélicas sobre todo en las regiones quechuas de Ayacucho y Apurímac, pero también en el Cuzco. Sus cancionero Diospa Siminmanta Takikuna ha sido publicado muchas veces. Algunas de sus canciones hay también en los cancioneros cuzqueños Allin Willaykunaq Takinkuna y Iñiq T’aqaq Akllasqa Takinkuna.

## Obras
- Diospa Siminmanta Takikuna. 1ª ed.: 1946; 9.ª ed.: Lima/Ayacucho: Comité de Literatura Misiones Presbiterianas Mundiales, 1979; 18.ª ed.: 1979.
- Allin Willaykunaq Takinkuna. Callao [Peru] 1951 (algunas de las canciones)

## Traducciones
- Juampa qillqasqan Evangelio. United Bible Societies / Sociedades bíblicas unidas, 1954. Traductores: Florencio Segura, Homer P. Emerson. 68 pp.
- Lukaspa qillqasqan Ibangilyu. United Bible Societies / Sociedades bíblicas unidas, 1954. Traductores: Florencio Segura, Homer P. Emerson. Edición bilingüe con Reina-Valera, 138 pp.
- Señorninchik Jescristopa Musuq Testamenton. Lima, New York, London: Sociedades Bíblicas Unidas (United Bible Societies), 1958. Tikraqkuna: Florencio Segura, Homer P. Emerson.